# Argelia francesa

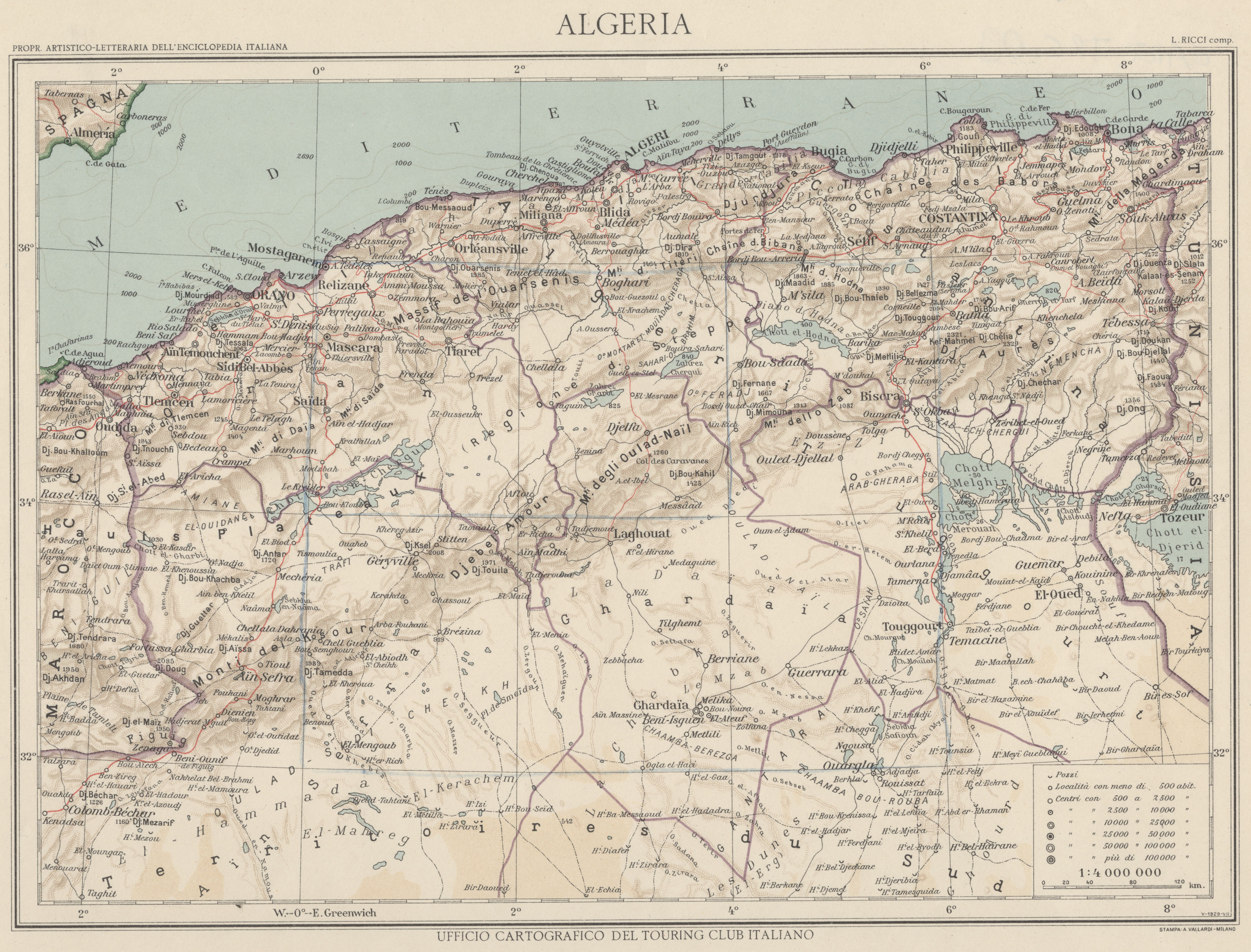
Mapa de la "Argelia francesa" en 1930

La Argelia francesa (en francés: Algérie française, en árabe: الجزائر الفرنسية‎, en lenguas bereberes: ⴷⵣⴰⵢⵔ ⵜⴰⴼⵕⴰⵏⵙⵉⵙⵜ), en el sentido histórico del término, o Argelia colonial, transcurre en la historia de Argelia desde 1830 con la toma de Argel hasta 1962 con la independencia del país. Este período a veces también se designa, en conjunto, como el de la colonización, presencia u ocupación francesa de Argelia (en francés: Colonisation française de l'Algérie, en árabe: الاستعمار الفرنسي للجزائر‎). En 1839, las autoridades francesas adoptaron el nombre de Argelia como el nombre oficial del territorio correspondiente.
Siendo la colonia que más tiempo ha permanecido en manos francesas, Argelia estaba asimilada en tres departamentos franceses (1848-1957) -Orán, Argel y Constantina- y los Territorios del Sur (1902-1957) y formaba parte íntegra de la metrópoli. Como tal, fue el destino de cientos de miles de inmigrantes franceses, españoles, italianos, alemanes y británicos, primero conocidos como colonos y pasando después a ser denominados pieds-noirs en la década de 1950. Sin embargo, los argelinos nativos siempre representaron la inmensa mayoría de la población del territorio a lo largo de toda su historia. Gradualmente, la insatisfacción entre los musulmanes con motivo de su opresión política y económica provocó numerosas reclamaciones de mayor autonomía política, desembocando en una reclamación de independencia. Las tensiones entre la población de origen y los colonos encontraron su culmen en 1954, año del comienzo de la guerra de Independencia de Argelia. La guerra terminó en 1962, cuando Argelia obtuvo la independencia gracias a los Acuerdos de Evian el 5 de julio de 1962.

## Conquista francesa

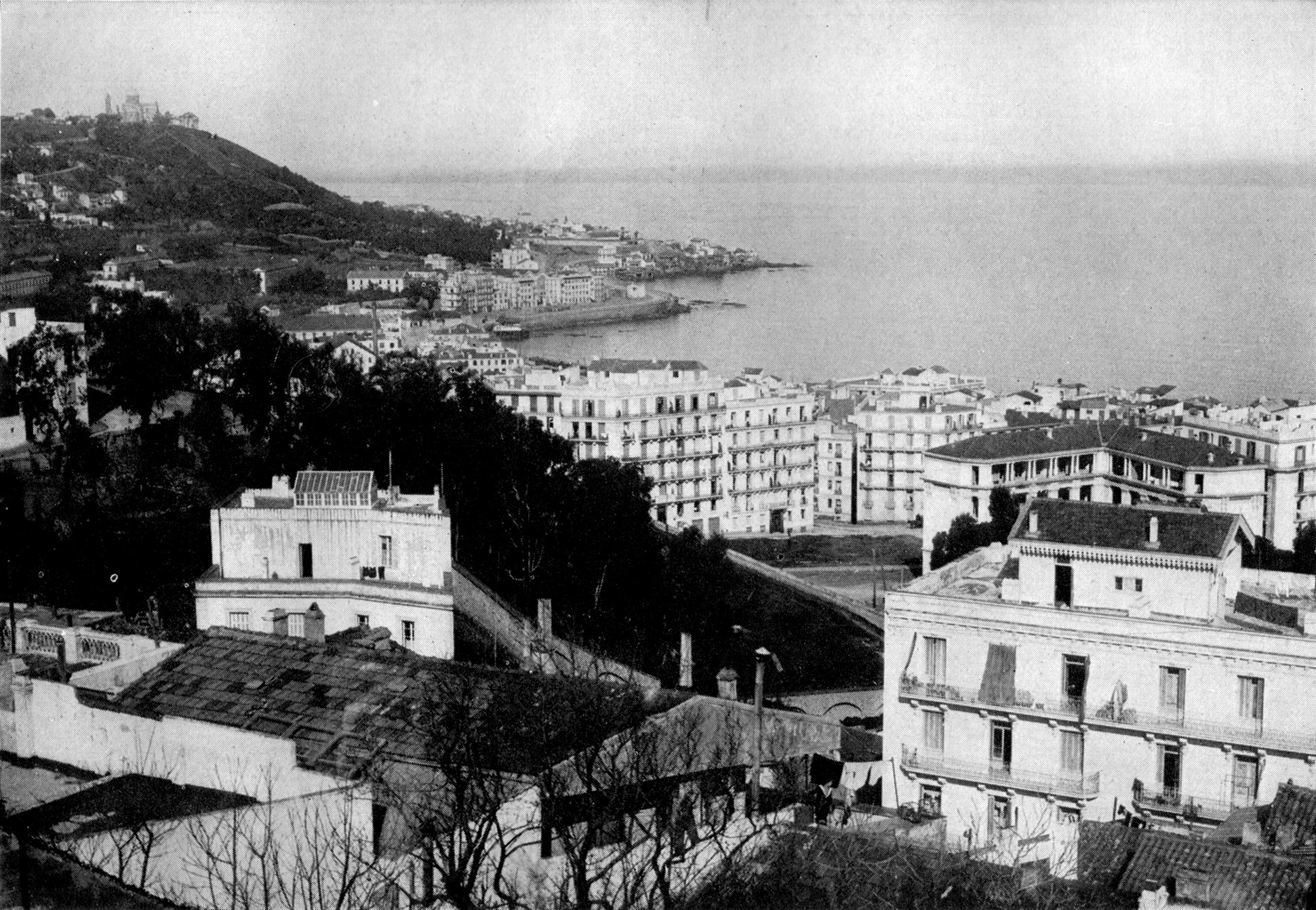
Argel (1921). Vista del puerto.

Mapa de los departamentos franceses de Argelia entre 1957 y 1962.

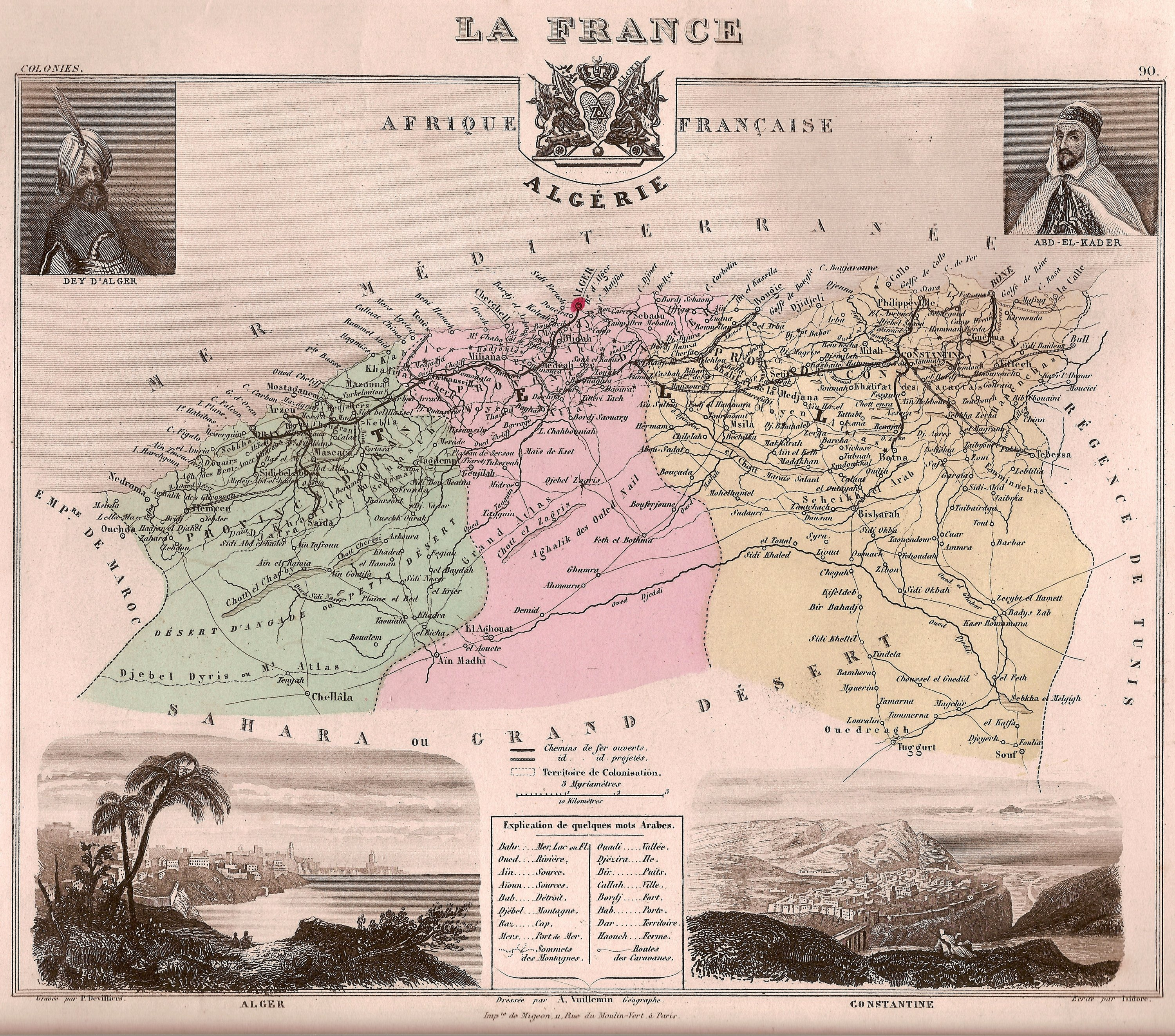
Mapa de los tres departamentos franceses de Argelia en 1877: Oran, Argel y Constantina.

Napoleón III concede la nacionalidad francesa a los indígenas el 14 de julio de 1865, lo que provoca el enfado de los colonos franceses. El 24 de octubre de 1870, un decreto da asimismo la ciudadanía francesa a los alrededor de 37 000 judíos de Argelia, retirándoles el estatuto civil particular del que disponían por su religión. El decreto les obligaba a cumplir con el servicio militar, el autor del llamado Decreto Crémieux es Isaac Adolphe Crémieux, ministro de Justicia, que fue masón y primer presidente de la Alianza Israelita Universal.
Los lobbies colonialistas no cesaron de pedir la abrogación del Decreto Crémieux, hasta que Pétain promulgara la ley sobre el estatuto de los judíos en 1940, que les retiraba el derecho a la nacionalidad francesa. Los colonos se declaraban "indignados" de la "desigualdad creada entre judíos y árabes". Pero el Decreto Crémieux será invocado después de la Primera Guerra Mundial por los nacionalistas argelinos, como el emir Khaled El-Hassani Ben El-Hachemi (nieto del emir Abd El-Kader), Messali Hadj, Ferhat Abbas y Ben Badis, para reclamar la igualdad política.
La discriminación culmina con la publicación el 28 de junio de 1881 con el Código del Indígena, que distinguía a los "ciudadanos" franceses (con orígenes europeos) de los "sujetos" franceses (los indígenas). Estos últimos estaban privados de la mayoría de sus derechos políticos.Las fronteras de la Argelia moderna fueron creadas por los franceses, quienes comenzaron a colonizar en 1830 (la invasión francesa empezó el 5 de julio). Para beneficiar a los colonos franceses (muchos de los cuales de hecho, no fueron de origen francés sino italiano, maltés y español y que casi la totalidad de ellos vivían en áreas urbanas), el norte de Argelia fue finalmente organizado en distintos departamentos de ultramar. Francia controló la totalidad del país, pero la población musulmana tradicional de las áreas rurales se mantuvieron separados. 
Francia trae numerosos colonos para explotar los recursos de su colonia, con el fin de lanzar la máquina económica del Imperio Francés y de enviar lejos de la metrópoli a los elementos sociales potencialmente peligrosos para el orden social. Los indígenas de cultura musulmana, o procedentes de ella, vivían bajo el régimen del indigenado aunque podían en teoría acceder a la ciudadanía francesa renunciando a sus tradiciones. Pero sin embargo, el proceso jurídico que tenían que seguir para acceder a esta ciudadanía era más complicado que para un extranjero.
A menudo repartidos por las zonas más pobres, numerosos son aquellos que se convierten en trabajadores de grandes explotaciones agrícolas creadas por los colonos en las zonas ganadas a las marismas en la región de Bône, Argel o en Oran. Al margen de la sociedad, tenían rara vez acceso a la educación. Su cultura y su lengua estando prohibidas, en 1929 tan solo el 6% de los niños indígenas iban a la escuela primaria.
Los colonos pudieron dominar así la sociedad argelina e imponer el francés que se convirtió en la lengua exclusiva de la administración, la educación y los carteles. Según el geógrafo Yves Lacoste, « en Argelia se olvidaron cuidadosamente no solo los principios de laicidad de la Tercera República, pero sobre todo las leyes sobre educación primaria obligatoria que, en el propio interés de la colonización, habrían sido más útiles para intentar de afrancesar la población « indígena ». La aplicación de estas leyes chocó no solo con la negativa de los musulmanes, sino con la de los "Pieds-noirs". Los ciudadanos franceses establecidos en Argelia insistieron hasta la Guerra de Independencia en su oposición al establecimiento de "escuelas para árabes". La finalidad de tal obstrucción que la prensa proclamaba sin rubor, era que los musulmanes no aprendieran francés, para que no fueran capaces de leer libros que les dieran ideas "subversivas" y así no fuesen capaces de optar a puestos que los franceses se reservaban para sí.

### Población antes del inicio de la guerra

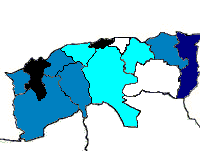
Población no musulmana en 1954, justo antes del inicio de la guerra, por Departamentos:
Blanco: 0 a 2% --> Departamentos de Oasis, Saoura, Batna y Tizi-Ouzou
Azul claro: de 2 a 5% --> Departamentos de Sétif, Medea y Orleansville
Azul: de 2 a 5% --> Departamentos de Constantine, Mostaganem, Tiaret, Saïda y Tlemcen
Azul oscuro: de 10 a 30% --> Departamento de Bône
Negro: + de 30% --> Departamentos de Argel y Oran

Las estadísticas publicadas en 1849 por el ingeniero geógrafo Víctor Levasseur, estiman que la población total es de 5 millones de habitantes. Sin embargo, el censo muy incompleto de aquella época censa a 117.366 colonos europeos y 2.598.517 "indígenas". En 1959, los pieds-noirs contaban 1.025.000 personas y representaban 10,4 % de la población total de Argelia.[cita requerida]

## Camino de la guerra de independencia
En 1930, el gobierno colonial celebra con fastuosidad el Centenario de la « Argelia Francesa ». Pero la diferencia entre el nivel de vida de la mayoría de los colonos, superior al nivel de vida de la metrópoli, y el nivel de vida de los argelinos de origen, a menudo por debajo del nivel de la pobreza y casi desprovistos de garantías sociales y jurídicas, se hace cada vez más patente según avanza el siglo XX.
El 8 de mayo de 1945 se produjeron manifestaciones de los argelinos en varias ciudades del este del país: Setif, Cabilia y Constantina, que recordaban sus reivindicaciones nacionalistas junto a la victoria en la Segunda Guerra Mundial. En Setif, tras enfrentarse con la policía, los nacionalistas se vuelven contra los « franceses »: muriendo 27 europeos y 103 morirán los días siguientes. La represión del Ejército Francés fue de una brutalidad extrema, ordenada por el General De Gaulle y ejecutada por el General Duval mediante la intervención de la marina y la aviación. Hubo ejecuciones sumarias, masacres de civiles, bombardeos de mechtas, torturas a civiles… durante 2 meses el este de Argelia se desangro. Oficialmente murieron 1 500 argelinos, pero el historiador Benjamin Stora calcula unas cifras de entre 20 000 a 40.000 muertos